# Klára Křížová
Klára Křížová (Zlín, 13 luglio 1989) è un'ex sciatrice alpina ceca.
È figlia di Olga Charvátová, a sua volta sciatrice alpina di alto livello.

## Biografia

### Stagioni 2005-2010
Klára Křížová ha esordito in una gara valida ai fini del punteggio FIS l'11 novembre 2004 a Val Saint-Côme, uno slalom speciale, classificandosi 5ª. Ha esordito in Coppa del Mondo il 2 dicembre 2005 a Lake Louise in discesa libera (59ª) e in Coppa Europa il 16 gennaio 2007 a Sankt Moritz in supergigante (56ª).
Ha debuttato ai Campionati mondiali a Val-d'Isère 2009, dove si è classificata 29ª nella discesa libera, 25ª nel supergigante e 25ª nella supercombinata; nel 2010 ha ottenuto il suo miglior piazzamento di carriera in Coppa del Mondo (20ª nella discesa libera di Sankt Mortiz del 30 gennaio) e ha preso parte ai suoi primi Giochi olimpici invernali: a Vancouver 2010 si è piazzata 37ª nella discesa libera e 29ª nel supergigante.

### Stagioni 2011-2018
Ai Mondiali di Garmisch-Partenkirchen 2011 è stata 28ª nella discesa libera, 24ª nella supercombinata e non ha completato il supergigante; il 13 dicembre 2012 ha ottenuto il primo podio in Coppa Europa, piazzandosi 3ª nella discesa libera di Sankt Moritz vinta dalla svizzera Corinne Suter davanti all'austriaca Cornelia Hütter, e ai successivi Mondiali di Schladming 2013 si è classificata 24ª nella discesa libera, 25ª nel supergigante e non ha completato la supercombinata. Ai XXII Giochi olimpici invernali di Soči 2014, suo congedo olimpico, si è classificata 21ª nella discesa libera, 17ª nel supergigante e 19ª nella supercombinata, mentre ai Mondiali di Vail/Beaver Creek 2015, sua ultima presenza iridata, si è piazzata 32ª nella discesa libera, 31ª nel supergigante e 20ª nella combinata.
Il 12 marzo 2016 ha colto a Saalbach-Hinterglemm in supergigante il suo ultimo podio in Coppa Europa (2ª) e il 3 dicembre 2017 ha disputato la sua ultima gara in Coppa del Mondo, il supergigante di Lake Louise dove è stata 43ª. Si è ritirata durante quella stessa stagione 2017-2018 e la sua ultima gara in carriera è stata la combinata dei Campionati cechi 2018, il 19 gennaio a Špindlerův Mlýn, non completata dalla Křížová.

## Palmarès

### Coppa del Mondo
- Miglior piazzamento in classifica generale: 92ª nel 2015

### Coppa Europa
- Miglior piazzamento in classifica generale: 34ª nel 2013
- 6 podi:
  - 2 secondi posti
  - 4 terzi posti

### Nor-Am Cup
- Miglior piazzamento in classifica generale: 42ª nel 2007
- 1 podio:
  - 1 secondo posto

### Campionati cechi
- 12 medaglie[2]:
  - 5 ori (supergigante, supercombinata nel 2008; supergigante, supercombinata nel 2012; supergigante nel 2013)
  - 5 argenti (supergigante, supercombinata nel 2009; supergigante nel 2010; supergigante nel 2011; supercombinata nel 2013)
  - 2 bronzi (slalom gigante nel 2008; slalom gigante nel 2009)